# Сичовська сільська рада (Кетовський район)
Сичо́вська сільська рада (рос. Сычёвский сельский совет) — сільське поселення у складі Кетовського району Курганської області Росії.
Адміністративний центр — село Сичово.
Населення сільського поселення становить 1027 осіб (2017; 960 у 2010, 1045 у 2002).

## Склад
До складу сільського поселення входять:
| Населений пункт   | Населення, осіб (2002) | Населення, осіб (2010) |
| ----------------- | ---------------------- | ---------------------- |
| Логовушка, селище | 240                    | 196                    |
| Сичово, село      | 805                    | 764                    |